# Ivan Jakoebovski

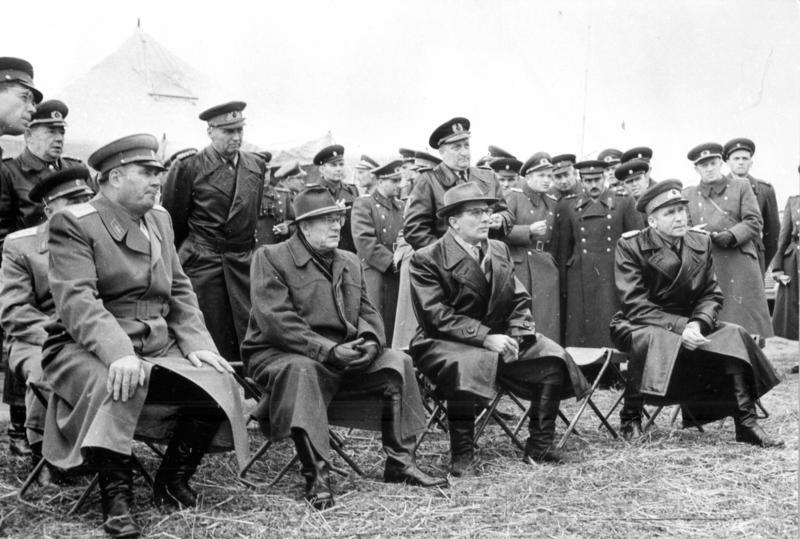
Jakoebovski links in de DDR op 14 oktober 1960

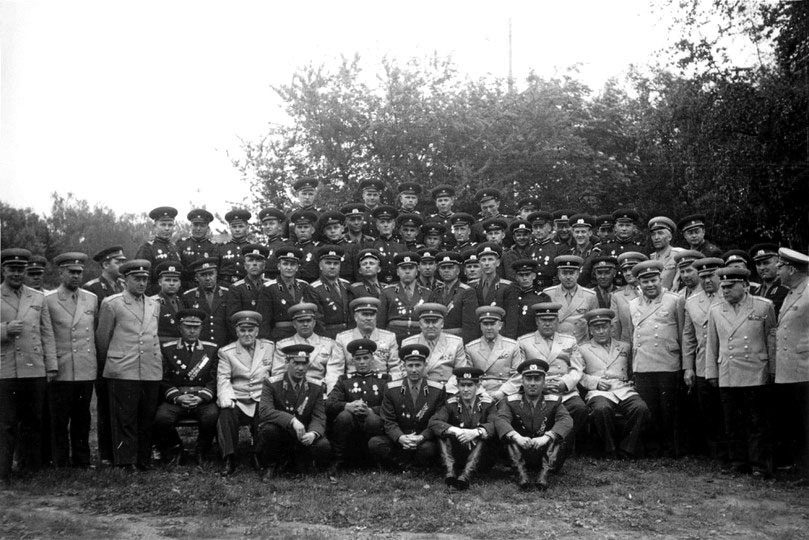
Jakoebovski in 1962 te Berlijn

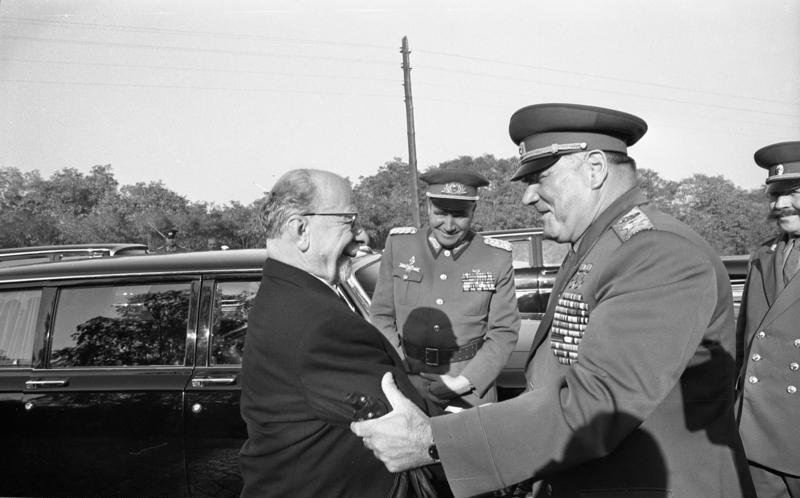
Jakoebovski met Walter Ulbricht op 12 oktober 1970

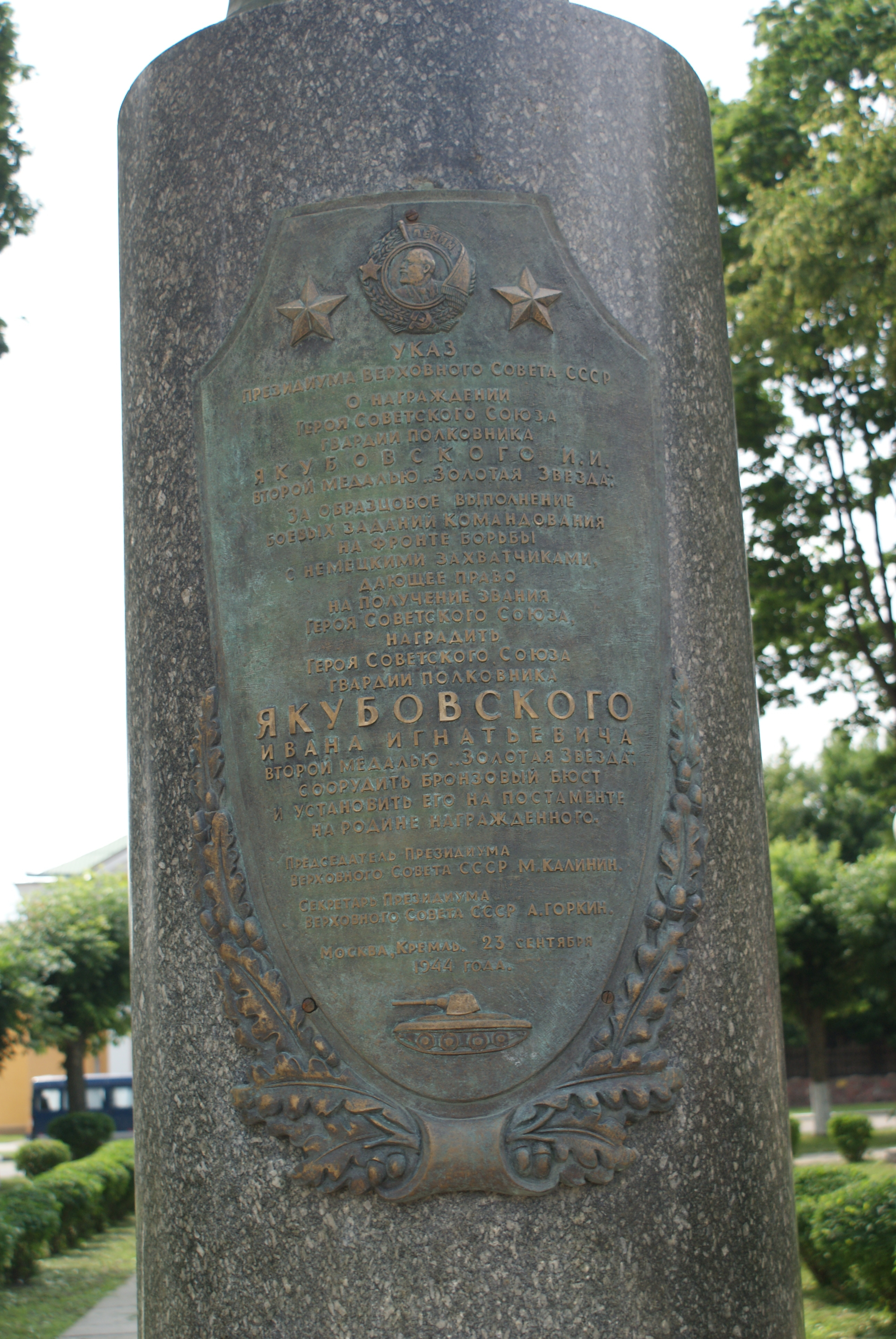
monument in Horki

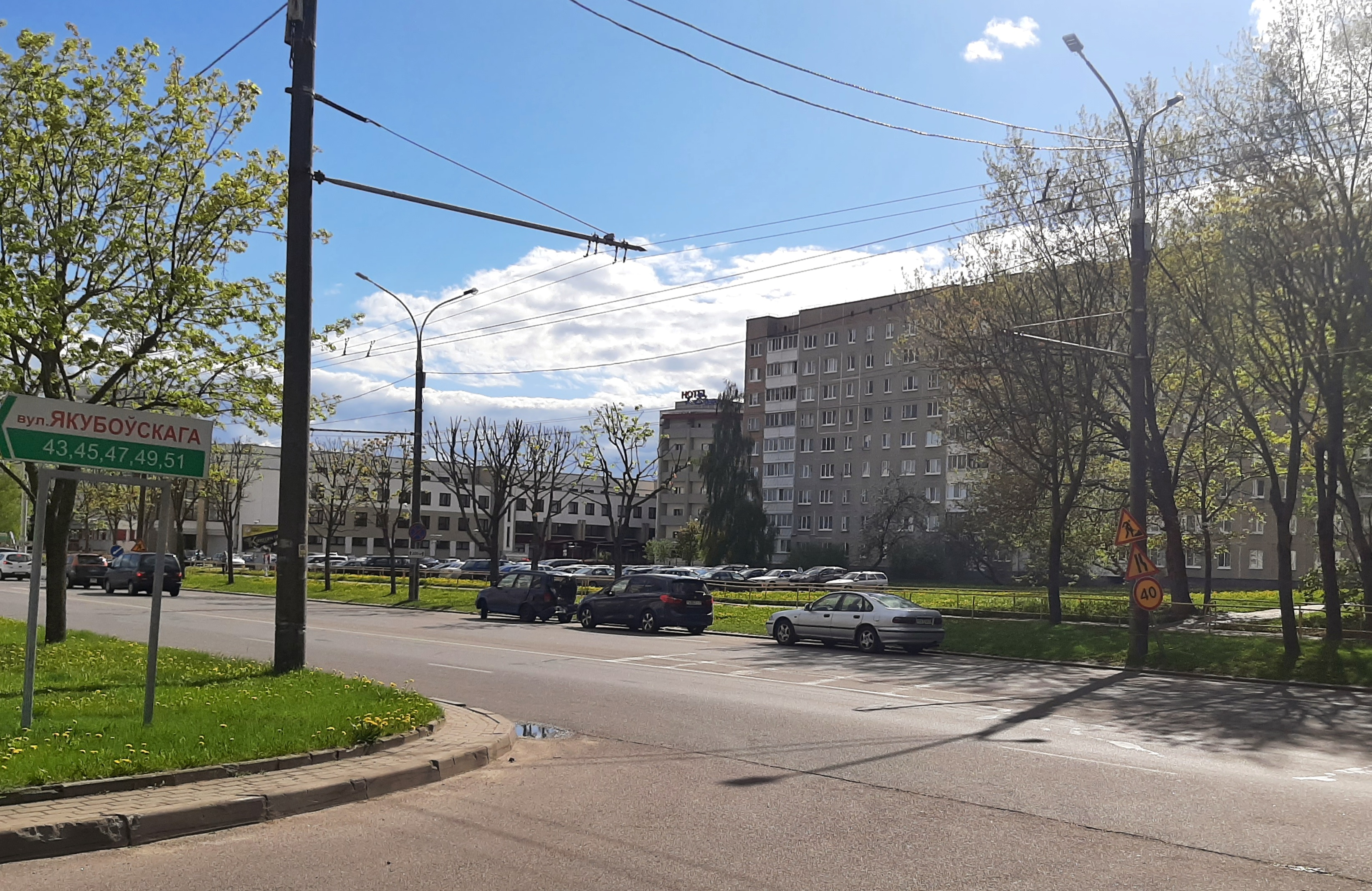
De Jakoebovski-straat in Minsk

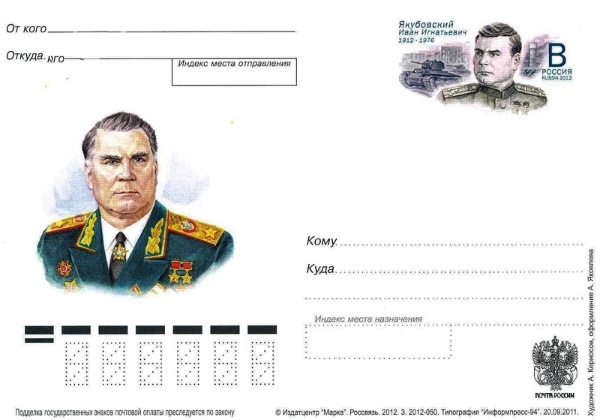
Russische postkaart van 20 september 2011

Ivan Ignatjevitsj Jakoebovski (Wit-Russisch: Іван Ігнацьевіч Якубоўскі, Russisch: Якубовский, Иван Игнатьевич) (Zajtsevo, oblast Mogiljov, 25 december 1911 – Moskou, 30 november 1976) was een maarschalk van de Sovjet-Unie die tweemaal  is onderscheiden als held van de Sovjet-Unie. Tijdens de Tweede Wereldoorlog was hij commandant van een tankbataljon. Hij was enkele jaren opperbevelhebber van de Groep van Sovjetstrijdkrachten in Duitsland en later opperbevelhebber van het Warschaupact.

## Jeugd
Jakoebovski werd geboren als zesde en jongste kind in een boerengezin. Hij werkte als dagloner in het dorp, studeerde af aan de 7e klas van een landelijke school. Vanaf 1930 was hij de secretaris van de clustercel van de dorpsraad van Makarovski in de oejezd Gorki. Daarna werkte hij in een steenbakkerij in de stad Gorki. Hij rondde in 1932 twee cursussen af aan het Pedagogisch College te Orsja. Twee broers sneuvelden in de Tweede Wereldoorlog en een zus en haar kind werden door de Duitsers doodgeschoten.

## Interbellum
In 1932 werd hij opgeroepen voor het Rode Leger van arbeiders en boeren. Hij studeerde in 1934 af aan de Wit-Russische Militaire School “Michail Kalinin” te Minsk. Daarna werd hij commandant van een opleidingspeloton te Vitsebsk van de 27e divisie van de fuseliers van de Rode Banier van Omsk.
In 1935 studeerde hij af aan de vervolmakingscursus “A. S. Boebnov” “gepantserde troepen” voor commandanten te Leningrad. Hij diende in het militair district Wit-Rusland als commandant van een peloton tanks van de 16e tankbrigade te Lepel. Vanaf oktober 1937 was hij daar commandant van een tankcompagnie. Vanaf januari 1940 was hij commandant van een tankcompagnie van het 22e lichte tankregiment. Vanaf april 1940 was hij stafchef van een tankbataljon van de 17e lichte tank te Etsjmiadzin in het militair district Transkaukasië. Vanaf juli 1940 was hij instructeur aan de Infanterieschool van Poechavitsji. Vanaf april 1941 was hij commandant van het bataljon tankopleiding van het 51e tankregiment van de 26e tankdivisie van het 20e gemechaniseerde korps van het militair district west.

## Tweede Wereldoorlog
Jakoebovski voerde het bevel over een tankcompagnie in de Sovjet-aanval op Polen in september 1939 als onderdeel van de troepen van het Wit-Russische Front en in de Winteroorlog van 1939-1940.
Bij het begin van Operatie Barbarossa was hij commandant van een opleidingsbataljon van de 26e Tankdivisie van het 20e Gemechaniseerde Korps van het Westelijk Front. Hij vocht in de Slag om Białystok-Minsk. Vanaf 10 juli 1941 was hij commandant van het 51e tankregiment van de 26e tankdivisie van het 20e gemechaniseerde korps, vocht in het Beleg van Mahiljow. Hij ontving daarvoor de Orde van de Rode Banier. In september 1941 verliet hij de omsingeling en kreeg hij opdrachten bij het hoofdkwartier van het Brjanskfront. Van 14 december tot 28 december 1941 was hij te Orjol commandant van het 121e tankregiment van de 121e tankbrigade van het 3e leger van het Westelijk Front. Vanaf 3 januari 1942 vocht hij als plaatsvervangend commandant van de 121e afzonderlijke tankbrigade van het 57e leger van het Zuidelijk Front in het offensief Barvinkove-Lozova.
In maart 1942 werd hij commandant van de 91e tankbrigade en droeg zijn positie over aan G. A. Adilbekov. De strijdmakkers ontmoetten elkaar in 1943 opnieuw aan de Dnjepr bij de bevrijding van Kiev. Hij onderscheidde zich in defensieve veldslagen in de Donbass in de zomer van 1942 en in de defensieve en offensieve stadia van de Slag om Stalingrad, vechtend in het Zuidelijk Front, Zuidwestelijk Front, Zuidelijk Front en Don Front. In het voorjaar van 1943 werd zijn brigade overgeplaatst naar het Centraal Front en opgenomen in het 3e Garde Tankleger, waarin hij vocht tot het einde van de oorlog in het Voronezjfront, Brjanskfront, Centraal Front en het 1e Oekraïense Front in de Slag om Koersk in de richting van Orjol, in de Slag om de Dnjepr, bij de bevrijding van Kiev en Fastiv.
Hij werd op 10 januari 1944 Held van de Sovjet-Unie “voor heldhaftigheid in de veldslagen om Fastiv, waar de brigade onder zijn bevel 30 vijandelijke tanks vernietigde in slechts één dag van strijd” en “voor de voorbeeldige uitvoering van gevechtsmissies van het bevel aan het front tegen de nazi-indringers en de moed en heldenmoed die tegelijkertijd werden getoond ". In het voorjaar van 1944 vocht de tankbrigade van Jakoebovski in het offensief Chmelnytsky-Tsjernivtsi.
Vanaf juni 1944 was Jakoebovski plaatsvervangend commandant van het 6e Garde Tankkorps van het 3e Garde Tankleger. Hij vocht in de operatie Lviv-Sandomierz, in de strijd om de verdediging en uitbreiding van het bruggenhoofd Sandomierz. Op 23 september 1944 werd hij een tweede maal Held van de Sovjet-Unie “voor heroïsche acties tijdens de operatie Lviv-Sandomierz”. In januari 1945 vocht hij in het Weichsel-Oderoffensief. Bij die operaties voerde hij het bevel over de voorste detachementen van het korps en trad hij op in de voorhoede van de aanval van het tankleger.
Vanaf april 1945 was hij plaatsvervangend commandant van het 7e Garde Tankkorps in hetzelfde leger, en vocht in de Slag om Berlijn en het Praagoffensief. Hij onderscheidde zich door uitstekende persoonlijke moed, de vaardigheid om niet-standaard beslissingen te nemen, het vermogen om onafhankelijk te handelen. In de oorlog raakte hij meerdere keren gewond en verbrand in zijn commandotank.

## Koude Oorlog

### Commandant van tankdivisies
Na de oorlog bleef hij dienen als plaatsvervangend commandant van het 7e Garde Tankkorps, en nadat het in augustus 1945 was omgevormd tot een divisie, als plaatsvervangend commandant van de 7e Garde Tankdivisie in de Centrale Groep van Strijdkrachten. Vanaf februari 1946 studeerde hij aan de academie, in februari 1948 studeerde hij af aan de Hogere Militaire Academie "Kliment Vorosjilov" Vanaf maart 1948 was hij commandant van de 2e afzonderlijke garde tankdivisie in het militair district Leningrad. Vanaf maart 1949 was hij commandant van de 4e Garde Tank Divisie "Kantemirovskaja" van het militair district Moskou. Vanaf april 1952 was hij commandant van de gepantserde en gemechaniseerde troepen van het militair district Karpaten. 

### Groep van Sovjetstrijdkrachten in Duitsland
Vanaf december 1953 voerde hij het bevel over het 1e Garde Tankleger van de Groep van Sovjetstrijdkrachten in Duitsland. Vanaf juli 1957 was hij 1e plaatsvervangend opperbevelhebber van de Groep van Sovjetstrijdkrachten in Duitsland. In april 1960 werd hij opperbevelhebber van de Groep van Sovjetstrijdkrachten in Duitsland. In augustus 1961, toen met de Berlijnse Muur een oorlog in Europa dreigde, nam Ivan Konev het opperbevel over en werd Jakoebovski zijn plaatsvervanger. In april 1962 was de toestand stabiel en werd Jakoebovski weer opperbevelhebber. Vanaf januari 1965 was hij commandant van het militair district Kiev.

### Opperbevelhebber Warschaupact
Vanaf april 1967 werd hij eerste viceminister van Defensie van de Sovjet-Unie en vanaf juli 1967 tegelijkertijd opperbevelhebber van het Warschaupact. Op 12 april 1967 werd Andrej Gretsjko minister van Defensie van de Sovjet-Unie en Jakoebovski als zijn eerste plaatsvervanger en maarschalk van de Sovjet-Unie. Op 20 augustus 1968 leidde hij de Inval van het Warschaupact in Tsjecho-Slowakije om de Praagse Lente neer te slaan. Hij kreeg daarvoor op 30 april 1970 de Gouden Ster van een Held van de CSSR.

### Politiek
Van 1961 tot 1976 was hij lid van het Centraal Comité van de Communistische Partij van de Sovjet-Unie. Hij was plaatsvervanger van de Opperste Sovjet van de Unie van Socialistische Sovjetrepublieken en nam deel aan het 6e en 9e partijcongres in 1962 en 1976. Hij was plaatsvervanger van de Opperste Sovjet van de Russische Federatie van de 2e, 4e en 5e partijcongressen in 1947-1951 en 1954-1963. Hij was afgevaardigde van het 22e, 23e, 24e en 25e partijcongres van de Communistische Partij van de Sovjet-Unie. Van 1966 tot 1967 was hij lid van het Politbureau van het Centraal Comité van de Communistische Partij van Oekraïne.

### Overlijden
Hij overleed op 30 november 1976 te Moskou en de urn met zijn as werd er bijgezet in de Kremlinmuur-necropolis op het Rode Plein.

## Gezin
Hij was getrouwd met Zinajda Fedorovna Kotlovskaja en ze kregen een dochter Nelli Ivanovna Jakoebovskaja en een zoon Feliks Ivanovitsj Jakoebovski.

## Militaire graden
- Luitenant 1936[10]
- Eerste luitenant 1939
- Kapitein 23 december 1940
- Majoor december 1941
- Luitenant-kolonel 27 maart 1942
- Kolonel 30 december 1942
- Generaal-majoor van de tanktroepen 20 april 1945
- Luitenant-generaal van de tanktroepen 3 mei 1953
- Kolonel-generaal 18 augustus 1958
- Legergeneraal 27 april 1962
- Maarschalk van de Sovjet-Unie 12 april 1967

## Onderscheidingen

### Sovjet-Unie
- 2 x Held van de Sovjet-Unie 10 januari 1944 en 23 september 1944
- 4 x Leninorde 1 oktober 1944, 1 juni 1962, 22 februari 1968 en 1 juni 1972
- 4 x Orde van de Rode Banier 21 juli 1942, 14 februari 1943, 30 augustus 1944 en 21 augustus 1953
- 2 x Orde van Soevorov 2e klasse 6 april 1945 en 31 mei 1945
- Orde van de Vaderlandse Oorlog 1e klasse 21 augustus 1943
- Orde van de Rode Ster (Sovjet-Unie) 6 januari 1947
- Orde van Verdienste voor het Moederland in de Strijdkrachten van de Sovjet-Unie 3e klasse 30 april 1975
- Medaille voor de Gewapende Strijd 3 november 1944
- Jubileumsmedaille voor Militaire Dapperheid ingesteld ter herinnering aan de Honderdste Verjaardag van Vladimir Iljitsj Lenin
- Medaille voor de Verdediging van Moskou
- Medaille voor de Verdediging van Stalingrad
- Medaille voor de Overwinning over Duitsland in de Grote Patriottische Oorlog 1941-1945
- Medaille voor de 20e Verjaardag van de Overwinning in de Grote Patriottische Oorlog
- Medaille voor de 30e Verjaardag van de Overwinning in de Grote Patriottische Oorlog
- Medaille voor de Verovering van Berlijn
- Medaille voor de Bevrijding van Praag
- Medaille Veteraan van de Strijdkrachten van de USSR
- Medaille voor de Ontginning van Woeste Gronden
- Jubileummedaille voor 30 Jaar Sovjet Leger en Vloot
- Jubileummedaille voor 40 Jaar Strijdkrachten van de USSR
- Jubileummedaille voor 50 Jaar Strijdkrachten van de USSR
- Erewapen met een gouden afbeelding van het staatsembleem van de USSR 22 februari 1968

### Tsjecho-Slowakije
- Gouden Ster van een Held van de CSSR (Tsjecho-Slowakije), 30 april 1970
- Orde van Klement Gottwald (Tsjecho-Slowakije) 1970
- Militair Kruis (Tsjecho-Slowakije) 1947
- Herdenkingsmedaille Slag bij de Duklapas (Tsjecho-Slowakije) 26 juni 1966
- Medaille voor versterking van de wapenbroederschap, 1e klasse (Tsjecho-Slowakije)

### Polen
- Commandeur met Ster in de Orde Polonia Restituta (Polen) 23 februari 1968
- Commandeur in de Orde Polonia Restituta (Polen) 1973
- Orde van het Grunwald Kruis 3e klasse (Polen) 1946
- Medaille "Voor Oder, Neisse en Oostzee" (Polen) 1946
- Medaille "Overwinning en Vrijheid" (Polen) 1946
- Medaille Wapenbroeders (Polen)

### Mongolië
- 2 x Orde van Suha Bator (Mongolië) 23 februari 1968 en 6 juli 1971
- Medaille 30 jaar Overwinning in de Slag bij Halhin Gol (Mongolië) 1969
- Medaille 30 jaar overwinning op militaristisch Japan
- Medaille "50 jaar Mongoolse Volksleger" (Mongolië) 1970
- Medaille "50 jaar Mongoolse volksrevolutie" (Mongolië) 1970

### Duitse Democratische Republiek
- Karl Marx-orde (Duitse Democratische Republiek) 1970
- Vaderlandse Orde van Verdienste (Duitse Democratische Republiek) 22 januari 1965
- Medaille Wapenbroederschap in goud (DDR) 1966
- Medaille "Voor Verdienste aan het Nationale Volksleger" (DDR)

### Roemenië
- Orde van 23 Augustus (Roemenië) 1974
- Orde van de Ster van Roemenië 1e klasse (Roemenië) 1969

### Bulgarije
- 2 x Orde van de Volksrepubliek Bulgarije 1e klasse (Bulgarije) 22 februari 1968, 1974
- Medaille Wapenbroeders (Bulgarije)

### Hongarije
- Orde van de Vlag van de Volksrepubliek Hongarije (Hongarije) 1970

## Nagedachtenis
- In 1977 kreeg de Hogeschool voor Tankontwerp te Kiev zijn naam.
- In Kiev hangt een gedenkplaat.[11]
- In Minsk staat een borstbeeld en hangt een gedenkplaat.[12][13]
- Het 91e regiment van Fastiv kreeg zijn naam.
- Straten in Kiev, Minsk, Mahiljow, Horki, Fastiv en Orsja dragen zijn naam.
- Hij werd ereburger van Kalach-na-Donu.
- Een park in Orsja draagt zijn naam.
- Rusland gaf op 20 september 2011 een postkaart uit